# 小行星7868
小行星7868（7868 Barker）是一颗绕太阳运转的小行星，为主小行星带小行星。该小行星于1984年10月26日发现。

## 轨道参数
小行星7868的轨道半长轴为2.6836003 UA，离心率为0.200。